# 静岡県立掛川工業高等学校
静岡県立掛川工業高等学校（しずおかけんりつ かけがわこうぎょうこうとうがっこう）は、静岡県掛川市葵町に所在する公立の工業高等学校。略称は「掛工」（かけこう）。

## 概要

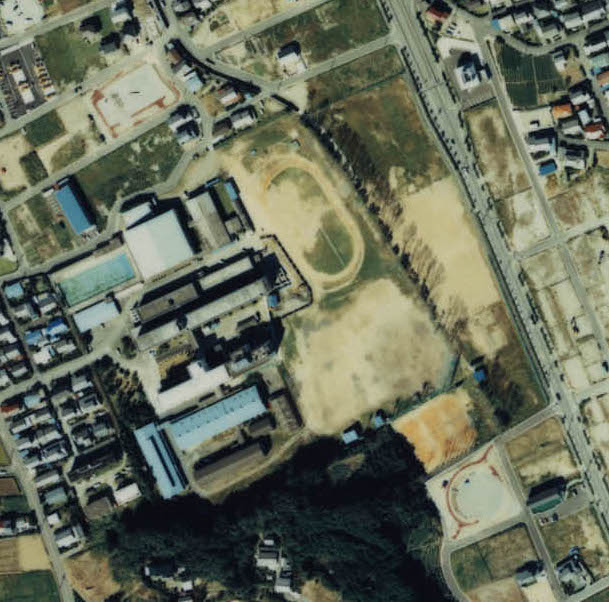
学校の航空写真（1988年）。

1963年に中遠工業高校として開校、1978年に現校名に改称した。就職指導が充実している。近年では国公立大学への進学者も多い。教室棟は三棟あり、機械科、電子機械科、電子電気科のある棟と、主に実習を行う棟に環境設備科と情報技術科のみの3クラス分の別棟がある。
工業高校らしく、部活動については、ロボットコンテストでの活動が顕著となっている。弓道部、ソフトボール部、ロボット工作部、水泳部が全国大会に出場している。体育大会では、例年、男子生徒が多い関係上日本体育大学由来のエッサッサが伝統演技として行われていたが、現在は行われていない。

## 設置学科
括弧内は略称。
- 機械工学科 (M)
- 電子電気工学科 (D)
- 情報工学科 (I)
- 環境設備工学科 (K)

## 沿革
- 1963年4月1日 - 静岡県立中遠工業高等学校設立。機械科、電気科設置
- 1964年9月1日 - 掛川市に校舎移転
- 1978年4月1日 - 静岡県立掛川工業高等学校に校名変更
- 1979年4月1日 - 設備工業科新設
- 1989年4月1日 - 電子機械科新設
- 1991年4月1日 - 設備工業科を設備システム科に学科改編
- 1993年4月1日 - 情報技術科新設
- 1998年4月1日 - 電気科を電子電気科に学科改編
- 2001年7月19日 - 静岡理工科大学と高大連携事業調印
- 2015年4月1日 - 設備システム科を環境設備科に学科改編

## 校歌
校歌は作詞：榛葉英治、作曲：服部正。応援歌は作詞：静岡県立中遠工業高等学校吹奏楽部、作曲：福田昌之。静岡県立中遠工業高等学校から、静岡県立掛川工業高等学校に校名変更（1978年）された際、歌詞も一部変更された。

## 部活動
- 運動部 - 卓球、テニス、バレーボール、バスケットボール、野球、陸上、弓道、剣道、サッカー、水泳、ソフトボール
- 文化部 - 電気・アマチュア無線、文芸、自動車、吹奏楽、美術・写真、囲碁・将棋、ギター、コンピュータ・コミックアート、ロボット工作、設備研究、情報処理

## 進路
2002年度の進路先は、就職49%、大学22%、短期大学・高等専門学校2%、専門学校・各種学校23%、進学準備4%。なお、情報技術科のみでみると進学75%、就職・自営等25%。
2018年度の就職内定率は100%であり、求人倍率は5.3倍である。就職66.5%、大学17.9%。
進学先の大学としては、国公立で静岡大学、豊橋技術科学大学、会津大学などがある。私立大学では、高大連携先の静岡理工科大学の他に愛知工業大学、金沢工業大学、神奈川工科大学などがある。工業系の大学のほかに福祉医療系や経営学系に進学する人も多い。

## 社会貢献

### 防犯灯の製作
2006年1月25日、静岡県庁の依頼を受け、電気・アマチュア無線部の生徒が防犯灯を作成し、静岡県庁と関係機関が袋井市の電柱に設置した。
防犯灯の照明は、農作物の生育障害や病害虫の誘引を引き起こすため、農村部では設置への理解が得られなかった。生徒が作成した防犯灯は、時速30km以下で動く物体にのみに反応し、タイマーやリレー方式で点灯時間を最小限にするなど、農作物への影響を極力抑えている。静岡県庁県民生活室は、2006年12月まで実証実験を行い、効果が確認できれば普及させる方針。

### 市章の寄贈
2006年2月17日、機械科3学年の生徒6名が、卒業記念にアルミニウム合金製掛川市市章を2つ製作し、掛川市教育委員会に寄贈した。
掛川市教育委員会は、掛川市生涯学習センターと掛川市立大東図書資料館に展示する予定。菊川市の企業が二液混合鋳造用鋳物砂を提供するなど、製造には地元企業の協力もあった。

## 著名な卒業生
- 飛永翼（お笑いタレント、お笑いコンビ「ラバーガール」）
- 近藤茂（元バレーボール選手）
- 森下宗（元プロ野球選手）